# Acer buergerianum
Acer buergerianum är en kinesträdsväxtart som beskrevs av Friedrich Anton Wilhelm Miquel. Acer buergerianum ingår i släktet lönnar, och familjen kinesträdsväxter.

## Underarter
Arten delas in i följande underarter:
- A. b. formosanum
- A. b. horizontale
- A. b. kaiscianense
- A. b. ningpoense